# Agrotis orthogonia
Agrotis orthogonia är en fjärilsart som beskrevs av Morris 1876. Agrotis orthogonia ingår i släktet Agrotis och familjen nattflyn. Inga underarter finns listade i Catalogue of Life.